# Maria Anna Mozart
Maria Anna Mozart (Salzburg, 1751. július 30. – Salzburg, 1829. október 29.), becenevén Nannerl, 18. századi zongorista, Wolfgang Amadeus Mozart nővére.

## Élete
Hétéves korában apja, Leopold Mozart elkezdte zongoratanítását. Kezdetben csodagyereknek tűnt; tizenegy évesen már nehéz műveket is el tudott játszani. Apja őt is elvitte Wolfganggal együtt Bécsbe és Párizsba, hogy koncertezzenek. Kiváló csemballista és zongorista volt. Nannerl tehetségét később azonban felülmúlta öccséé, aki zeneszerzőként is kiváló volt. A gyermek Wolfgang több zongoraművet is írt, főként duetteket, hogy testvére együtt játszhasson vele; hitt Nannerl tehetségében, és úgy vélte, zenészként vagy zenepedagógusként sikeres lehet, ő azonban nem teljesen váltotta be a hozzá fűzött reményeket.
Bár öccse eltávolodott apjuktól, Nannerl annak irányítása alatt maradt; emiatt és a nők korabeli helyzete miatt apjuk úgy döntött, főként fiára koncentrál, lányának pedig férjhez kell mennie. Hogy biztos legyen abban, hogy valaki „tiszteletreméltóhoz” megy hozzá, az idősebb Mozart elutasította a lánya által választott jelölteket, és egy gazdag bíróhoz, Johann Baptist Franz von Berchtold zu Sonnenburghoz adta hozzá, aki 15 évvel idősebb volt nála, és előző két házasságából már öt gyermeke volt. Amikor Amadé feleségül vette Constanze Webert, Nannerl elhidegült öccsétől. Apjuk halála után újra felvették egymással a kapcsolatot, de levélváltásaik formálisak maradtak, és főleg vagyoni témájúak voltak. Nannerl zeneórákat adott, és férjével St Gilgenben, anyja szülőházában éltek, három gyermekükből csak egy érte meg a felnőttkort. Élete utolsó öt évét vakon élte le Salzburgban. A hiedelmekkel ellentétben, nagy vagyont hagyott hátra (7837 gulden).